# Grammy-díj a legjobb vizuális média számára írt dalnak
A legjobb vizuális média számára ír dalnak járó Grammy-díjat olyan dalokért adják át, melyeket filmekhez, televízióhoz, videojátékokhoz vagy egyéb vizuális média számára írtak. A díjat a nyertes dal zeneszerzője/szerzői kapják, nem az előadó(k), kivéve, ha az előadó egyben a zeneszerző is. A díjat 1988 óta adják át minden évben, azóta több névváltozáson is átesett.

## Többszörös díjazottak és jelöltek
Alan Menken a kategória legtöbbször díjazott zenésze, öt alkalommal győzött. Őt követi Randy Newman három díjjal, míg James Horner, Howard Ashman, T Bone Burnett és Lady Gaga két-két trófeát szerzett. Alan Menken és Lady Gaga az egyedüli előadók, akik két egymást követő évben megnyerték ezt a kategóriát.
A legtöbb jelöléssel Diane Warren (10) rendelkezik, őt Alan Menken (9) követi, majd Babyface és Randy Newman (7-7), James Horner, T Bone Burnett, Kristen Anderson-Lopez, Robert Lopez, Howard Ashman és Stephen Schwartz (4-4), Madonna, Lady Gaga, Tim Rice, Michael Kamen és Taylor Swift (3-3).
Sting és Beyoncé a legtöbbet nevezett előadók, akik egyszer sem nyertek (háromszor jelölték őket). Stephen Sondheim, Elton John, a U2, Benj Pasek, Justin Paul és Eric Clapton két-két jelölést kaptak, de egyszer sem nyertek. Babyface 1997-ben három jelölést is kapott, de nyernie nem sikerült. A 2018-as Csillag születik című film az első, amelyet két egymást követő évben jelöltek és nyert is.

## Díjazottak

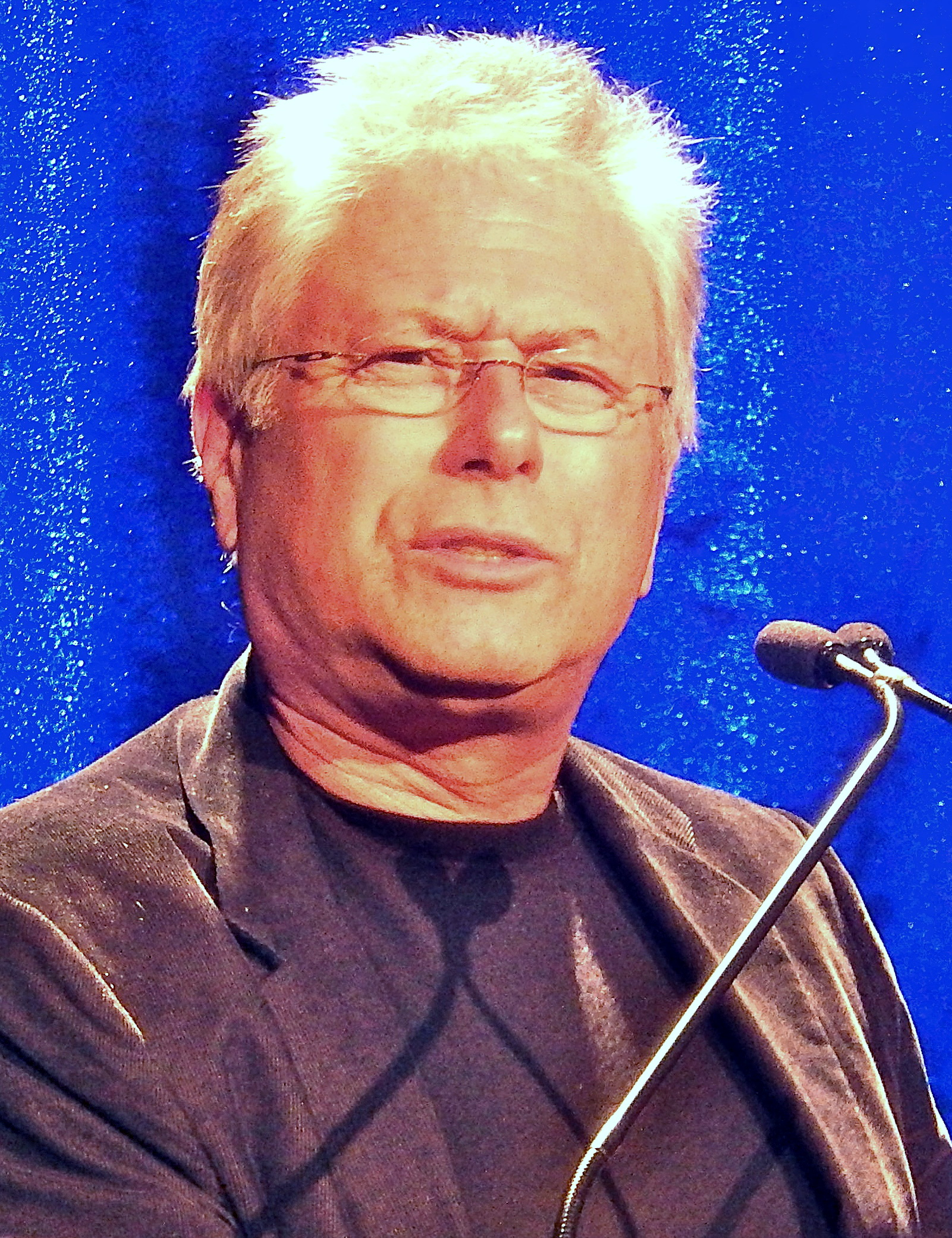
Az ötszörös győztes Alan Menken számos Disney-filmben végzett munkájáért kapott díjat.

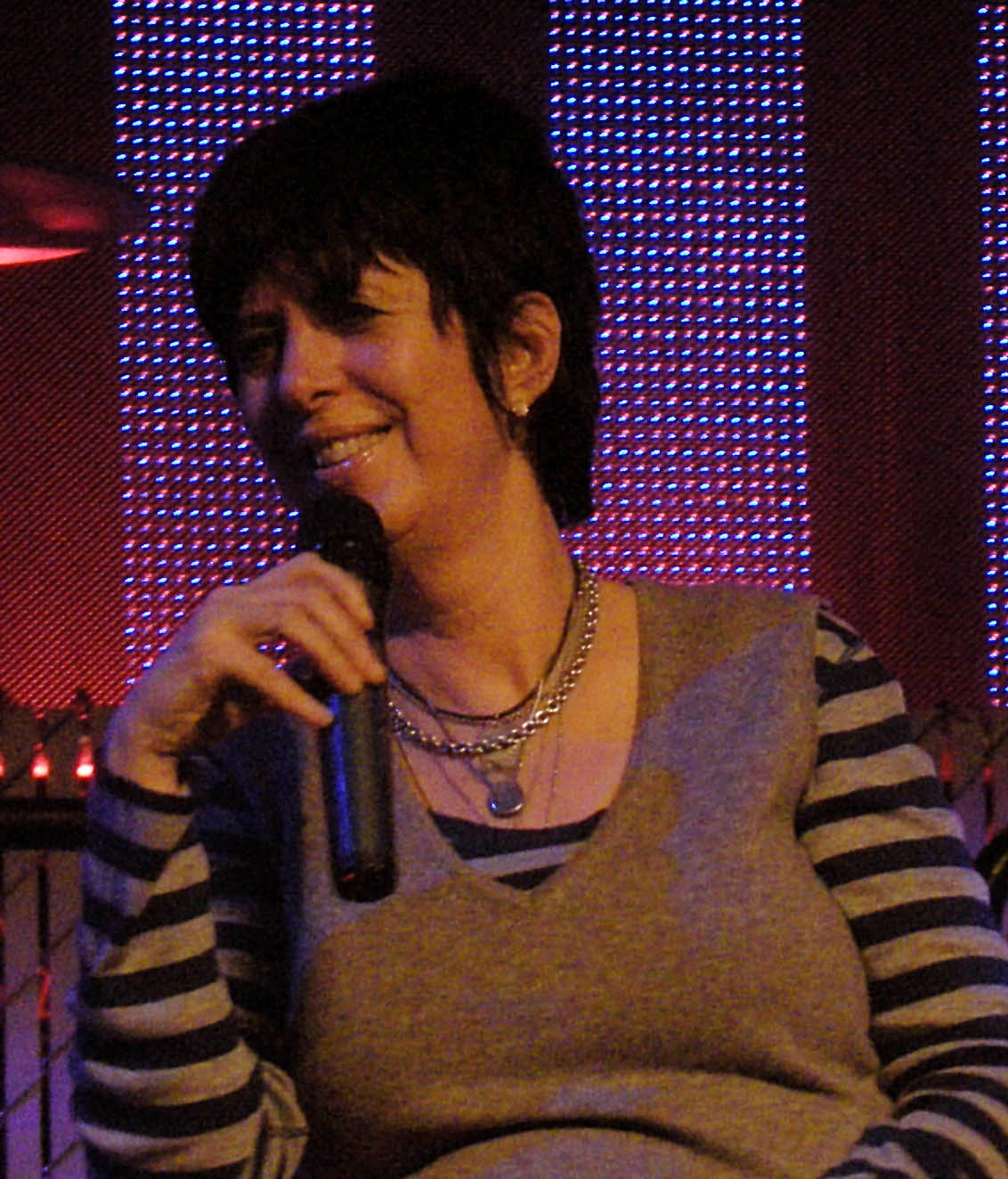
Diane Warren, tizenegyszeres jelölt az 1997-es díjátadón nyerte meg első díját

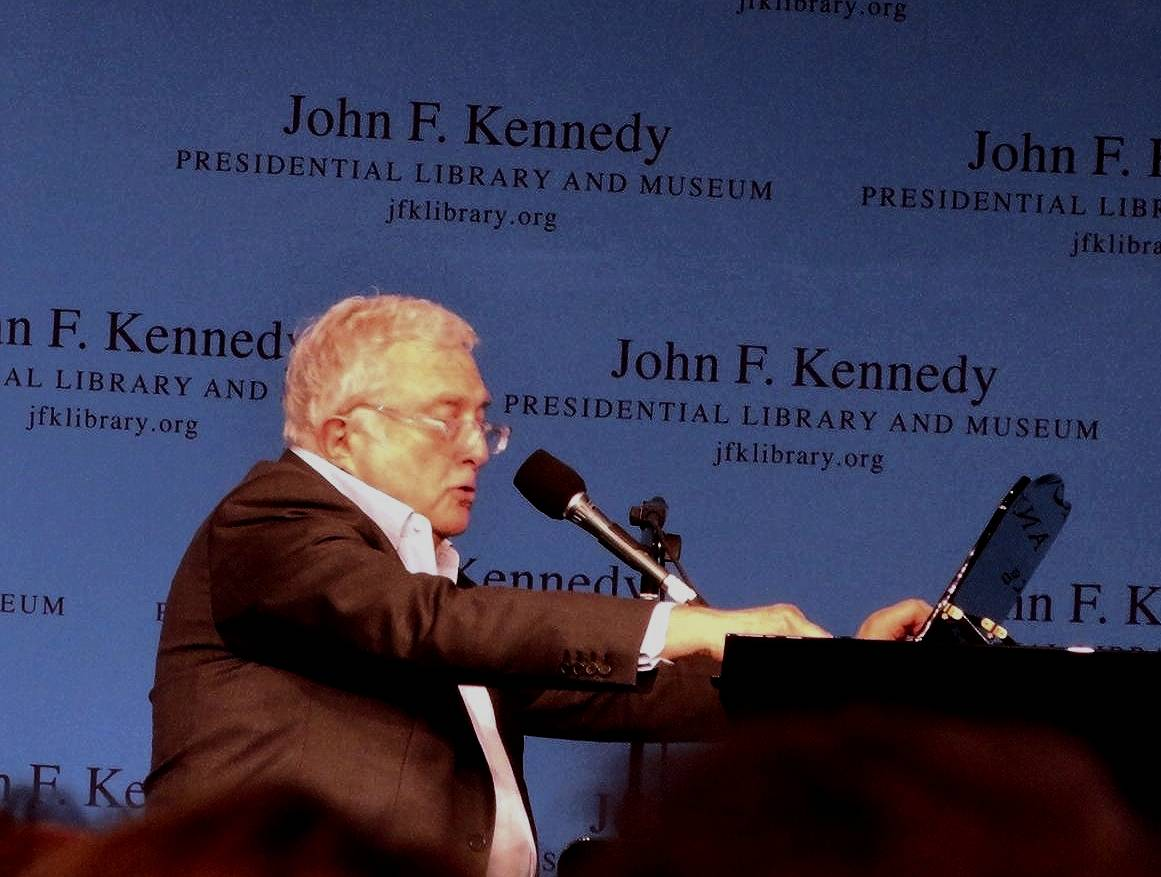
Randy Newman mindhárom Grammy-díját szóló kompozíciókért kapta

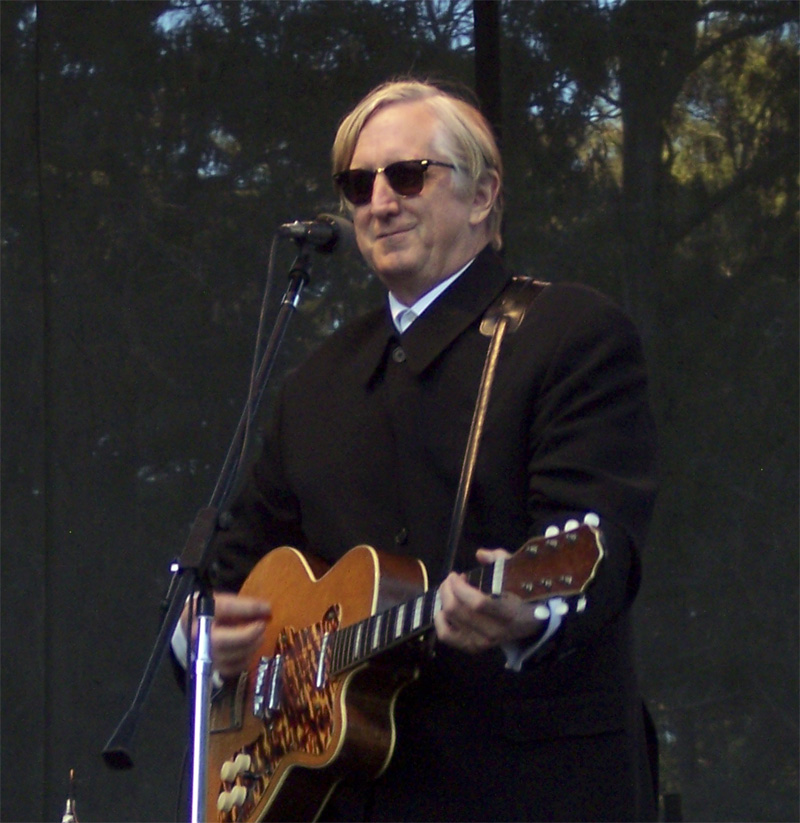
T Bone Burnett 2011-ben és 2013-ban nyert díjat

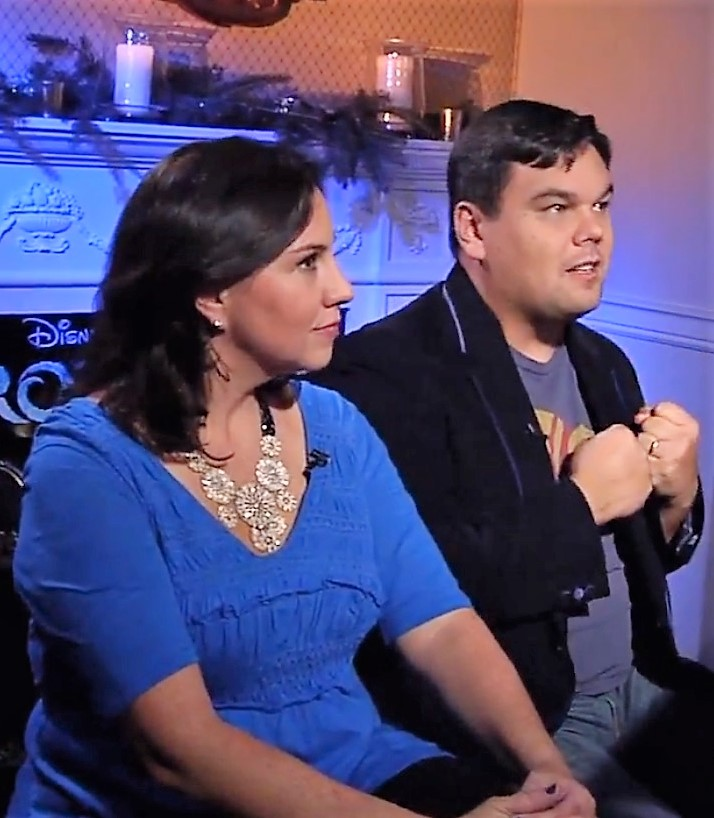
Robert Lopez és Kristen Anderson Lopez férj-feleség páros 2015-ben nyerte el a díjat, 2019-ben és 2021-ben pedig jelölték őket.

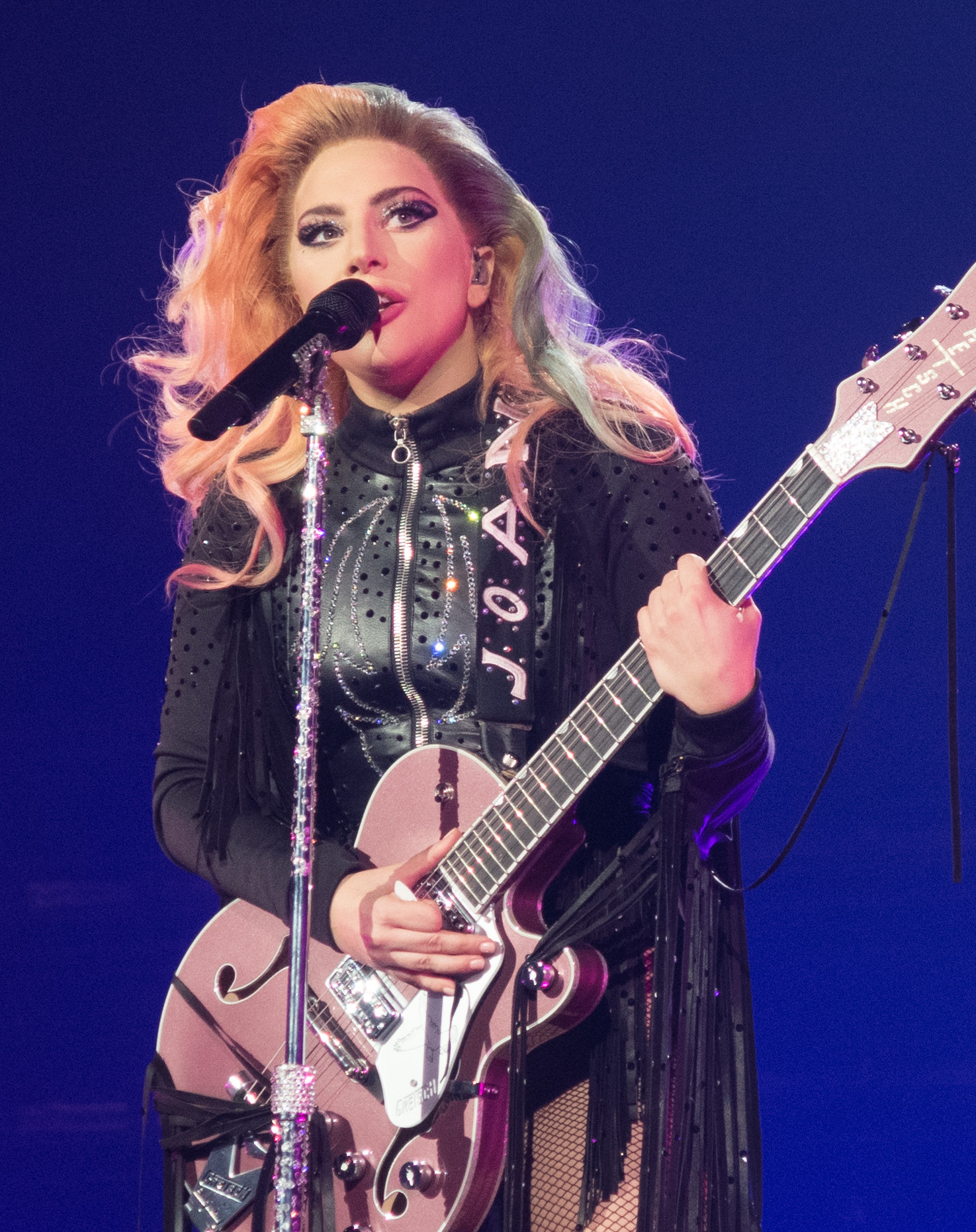
A kétszeres győztes Lady Gaga az első női előadó, összességében csupán a második olyan előadó, aki két egymást követő évben díjat nyert

| Év   | Dalszerző(k)                                                | Film/Televízió                   | Alkotás                           | Jelöltek (Média címe – Dalszerző(k) – Dal címe) | Forr.  |
| ---- | ----------------------------------------------------------- | -------------------------------- | --------------------------------- | --- | ------ |
| 1988 | James Horner, Barry Mann és Cynthia Weil                    | Egérmese                         | Somewhere Out There               | - A simlis és a szende – Al Jarreau és Lee Holdridge a Moonlighting dalért - Dirt Dancing – Piszkos tánc – Franke Pevite, John DeNicola és Donald Markowitz az (I’ve Had) The Time of My Life dalért - Próbababa – Diane Warren és Albert Hammond a Nothing’s Gonna Stop Us Now dalért - Ki ez a lány? – Patrick Leonard és Madonna a Who’s That Girl dalért | [ 1 ]  |
| 1989 | Phil Collins és Lamont Dozier                               | Buster                           | Two Hearts                        | - 1988 Summer Olympics – Albert Hammond &és John Bettis a One Moment in Time dalért - Fények, nagyváros – Donald Fagen a Century’s End dalért - Koktél – Mike Love, Terry Melcher, John Phillips és Scott McKenzie a Kokomo dalért - Kiálts szabadságért – George Fenton és Jonas Gwangwa a Cry Freedom dalért | [ 2 ]  |
| 1990 | Carly Simon                                                 | Dolgozó lány                     | Let the River Run                 | - Batman – Prince a Partyman dalért - Vásott szülők – Randy Newman az I Love to See You Smile dalért - Shirley Valentine – Alan és Marilyn Bergman és Marvin Hamlisch a The Girl Who Used to Be Me dalért - U2: Rattle and Hum – U2 az Angel of Harlem dalért | [ 3 ]  |
| 1991 | Alan Menken és Howard Ashman                                | A kis hableány                   | Under the Sea                     | - Dick Tracy – Stephen Sondheim a More dalért - Dick Tracy – Stephen Sondheim a Sooner or Later dalért - A kis hableány – Howard Ashman és Alan Menken a Kiss the Girl dalért - A vadnyugat fiai 2. – Jon Bon Jovi a Blaze of Glory dalért | [ 4 ]  |
| 1992 | Robert John Mutt Lange, Michael Kamen és Bryan Adams        | Robin Hood, a tolvajok fejedelme | (Everything I Do) I Do It for You | - Reszkessetek, betörőkǃ – John Williams és Leslie Bricusse a Somewhere in My Memory dalért - Dzsungelláz – Stevie Wonder a Gotta Have You dalért - Farkangyal – Lyle Lovett a You Can’t Resist It dalért | [ 5 ]  |
| 1993 | Howard Ashman és Alan Menken                                | A szépség és a szörnyeteg        | Beauty and the Beast              | - Micsoda csapatǃ – Carole King for Now a Forever dalért - Halálos fegyver 3. – Michael Kamen, Sting és Eric Clapton az It’s Probably Me dalért - A mambó királyai – Robert Kraft és Arne Glimcher a Beautiful Maria of My Soul dalért - Drog – Eric Clapton és Will Jennings a Tears in Heaven dalért | [ 6 ]  |
| 1994 | Alan Menken és Tim Rice                                     | Aladdin                          | A Whole New World                 | - Aladdin – Alan Menken és Howard Ashman a Friend Like Me dalért - Több mint testőr – David Foster és Linda Thompson az I Have Nothing dalért - Több mint testőr – Allan Dennis Rich és Jud Friedman a Run to You dalért - Tina – Steve DuBerry, Lulu Lawrie és Billy Lawrie az I Don’t Wanna Fight dalért | [ 7 ]  |
| 1995 | Bruce Springsteen                                           | Philadelphia – Az érinthetetlen  | Streets of Philadelphia           | - Beethoven 2. – Carole Bayer Sager, Clif Magness és James Ingram a The Day I Fall In Love dalért - Az oroszlánkirály – Elton John és Tim Rice a Can You Feel the Love Tonight? dalért - Az oroszlánkirály – Elton John & Tim Rice a Circle of Life dalért - Tanulj tinó! – Madonna, Patrick Leonard és Richard Page a I’ll Remember dalért | [ 8 ]  |
| 1996 | Alan Menken és Stephen Schwartz                             | Pocahontas                       | Colors of the Wind                | - Bad boys – Mire jók a rosszfiúk? – Babyface a Someone to Love dalért - Nepperek – Bruce Hornsby és Chaka Khan a Love Me Still dalért - Don Juan DeMarco – Bryan Adams, Michael Kamen, és Robert John Mutt Lange a For Have You Ever Really Loved a Woman? dalért - Reszkessetek, nem hagyom magam! – James Horner, Barry Mann és Cynthia Weil a For Whatever You Imagine dalért | [ 9 ]  |
| 1997 | Diane Warren                                                | A hírek szerelmesei              | Because You Loved Me              | - Sabrina – John Williams, Alan Bergman és Marilyn Bergman a Moonlight dalért - Az igazira várva – Babyface az Exhale (Shoop Shoop) dalért - Az igazira várva – Babyface az It Hurts Like Hell dalért - Az igazira várva – Babyface, Michael Houston és Whitney Houston a Count On Me dalért | [ 10 ] |
| 1998 | R. Kelly                                                    | Space Jam – Zűr az űrben         | I Believe I Can Fly               | - Con Air – A fegyencjárat – Diane Warren a How Do I Live dalért - Mandela és de Klerk – Cédric Gradus Samson a Father of Our Nation dalért - Szép kis napǃ – Jud Friedman, James Newton Howard és Allan Dennis Rich a For the First Time dalért - A mama főztje – Babyface az A Song for Mama dalért | [ 11 ] |
| 1999 | James Horner és Will Jennings                               | Titanic                          | My Heart Will Go On               | - Armageddon – Diane Warren az I Don’t Want to Miss a Thing dalért - Angyalok városa – Alanis Morissette az Uninvited dalért - Mulan – Matthew Wilder és David Zippel a True to Your Heart dalért - A holnap markában – Sheryl Crow és Mitchell Froom a Tomorrow Never Dies dalért | [ 12 ] |
| 2000 | Madonna és William Orbit                                    | Kicsikém – Sir Austin Powers 2   | Beautiful Stranger                | - Egy bogár élete – Randy Newman a The Time Of Your Life dalért - A szív dallamai – Diane Warren a Music of My Heart dalért - Egyiptom hercege – Stephen Schwartz és Babyface a When You Believe dalért - Tarzan – Phil Collins a You’ll Be in My Heart dalért | [ 13 ] |
| 2001 | Randy Newman                                                | Toy Story – Játékháború 2.       | When She Loved Me                 | - Charlie angyalai – Samuel J. Barnes, Beyoncé Knowles, Jean Claude Olivier és Cory Rooney az Independent Women Part I dalért - Magnólia – Aimee Mann a Save Me dalért - Ember a Holdon – Peter Buck, Mike Mills és Michael Stipe a The Great Beyond dalért - Wonder Boys – Bob Dylan a Things Have Changed dalért | [ 14 ] |
| 2002 | John Flansburgh és John Linnell                             | Már megint Malcolm               | Boss of Me                        | - Eszeveszett birodalom – David Hartley és Sting a My Funny Friend And Me dalért - Férfibecsület – Brandon Barnes, Brian McKnight a Win dalért - Pearl Harbor – Égi háború – Diane Warren a There You’ll Be dalért - Tigris és sárkány – Jorge Calandrelli, Tan Dun és James Schamus az A Love Before Time dalért | [ 15 ] |
| 2003 | Randy Newman                                                | Szörny Rt.                       | If I Didn’t Have You              | - Hip-hop szerelem – Erykah Badu, Madukwu Chinwah, Common, Robert C. Ozuna, James Poyser, Raphael Saadiq és Glen Standridge a Love of My Life – An Ode to Hip Hop dalért - A Gyűrűk Ura: A gyűrű szövetsége – Enya, Nicky Ryan és Roma Ryan a May It Be dalért - Pókember – Chad Kroeger a Hero dalért - Vanílla égbolt – Paul McCartney a Vanilla Sky dalért | [ 16 ] |
| 2004 | Christopher Guest, Eugene Levy és Michael McKean            | Egy húron                        | A Mighty Wind                     | - Halálosabb iramban – Ludacris és Keith McMasters az Act a Fool dalért - 8 mérföld – Jeff Bass, Eminem és Luis Resto a Lose Yourself dalért - Chicago – Fred Ebb és John Kander az I Move On dalért - New York bandái – U2 a The Hands That Built America dalért | [ 17 ] |
| 2005 | Annie Lennox, Howard Shore és Fran Walsh                    | A Gyűrűk Ura: A király visszatér | Into the West                     | - Hideghegy – T-Bone Burnett és Elvis Costello a The Scarlet Tide dalért - Hideghegy – Sting a You Will Be My Ain True Love dalért - Shrek 2 – David Bryson, Adam Duritz, David Immerglück, Matthew Malley és Dan Vickrey az Accidentally in Love dalért - Belleville randevú – Francia rémes (Les Triplettes de Belleville) – Benoît Charest és Sylvain Chomet a Belleville Rendez-Vous dalért | [ 18 ] |
| 2006 | Glen Ballard és Alan Silvestri                              | Polar Expressz                   | Believe                           | - Sírhant művek – Arcade Fire a Cold Wind dalért - Charlie és a csokigyár – John August és Danny Elfman a Wonka’s Welcome Song dalért - Elizabethtown – Tom Petty a Square One dalért - Hotel Ruanda – Andrea Guerra, Wyclef Jean és Wonda a Million Voices dalért | [ 19 ] |
| 2007 | Randy Newman                                                | Verdák                           | Our Town                          | - Narnia krónikái: Az oroszlán, a boszorkány és a ruhásszekrény – Imogen Heap a Can’t Take It In dalért - Kellemetlen igazság – Melissa Etheridge az I Need To Wake Up dalért - Producerek – Mel Brooks a There’s Nothing Like a Show on Broadway dalért - Transamerica – Dolly Parton a Travelin’ Thru dalért | [ 20 ] |
| 2008 | Siedah Garrett és Henry Krieger                             | Dreamgirls                       | Love You I Do                     | - Casino Royale – David Arnold és Chris Cornell a You Know My Name dalért - Táncoló talpak – Prince a Song of the Heart dalért - Út a vadonba – Eddie Vedder a Guaranteed dalért - Once – Glen Hansard és Markéta Irglová a Falling Slowly dalért | [ 21 ] |
| 2009 | Peter Gabriel és Thomas Newman                              | WALL-E                           | Down to Earth                     | - A bakancslista – John Mayer a Say dalért - Bűbáj – Alan Menken és Stephen Schwartz az Ever Ever After dalért - Bűbáj – Alan Menken és Stephen Schwartz a That’s How You Know dalért - A lankadatlan: A Dewey Cox-sztori – Judd Apatow, Marshall Crenshaw, Jake Kasdan és John C. Reilly a Walk Hard dalért | [ 22 ] |
| 2010 | Gulzar, A. R. Rahman és Tanvi Shah                          | Gettómilliomos                   | Jai Ho                            | - Ahol a vadak várnak – Karen O és Nick Zinner az All Is Love dalért - Alkonyat – Josh Farro, Hayley Williams és Taylor York a Decode dalért - Cadillac Records – Ian Dench, James Dring, Amanda Ghost, Beyoncé Knowles, Scott McFarnon és Jody Street a Once in a Lifetime dalért - A pankrátor – Bruce Springsteen a The Wrestler dalért | [ 23 ] |
| 2011 | Ryan Bingham és T Bone Burnett                              | Őrült szív                       | The Weary Kind                    | - A hercegnő és a béka – Randy Newman és Dr. John a Down in New Orleans dalért - Avatar – Simon Franglen, Kuk Harrell, James Horner és Leona Lewis az I See You (Theme from Avatar) dalért - True Blood – Lucinda Williams a Kiss Like Your Kiss dalért - Treme – Steve Earle a This City dalért | [ 24 ] |
| 2012 | Alan Menken és Glenn Slater                                 | Aranyhaj és a nagy gubanc        | I See the Light                   | - Justin Bieber: Never Say Never – Diane Warren a Born to Be Somebody dalért - Family Guy – Ron Jones, Seth MacFarlane és Danny Smith a Christmastime Is Killing Us dalért - Micimackó – Zooey Deschanel a So Long dalért - Footloose – Zac Brown, Wyatt Durrette, Drew Pearson és Anne Preven a Where The River Goes dalért - Díva – Diane Warren a You Haven’t Seen the Last of Me dalért | [ 25 ] |
| 2013 | T Bone Burnett, Taylor Swift és The Civil Wars              | Az éhezők viadala                | Safe & Sound                      | - Az éhezők viadala – T Bone Burnett, Win Butler és Regine Chassagne az Abraham’s Daughter dalért - Merida, a bátor – Mumford & Sons a Learn Me Right dalért - Kasszasiker – Marc Shaiman és Scott Wittman a Let Me Be Your Star dalért - Muppets – Bret McKenzie a Man or Muppet dalért | [ 26 ] |
| 2014 | Adele Adkins és Paul Epworth                                | Skyfall                          | Skyfall                           | - Az éhezők viadala: Futótűz – Guy Berryman, Jonny Buckland, Will Champion és Chris Martin az Atlas dalért - Napos oldal – Diane Warren a Silver Lining (Crazy ’Bout You) dalért - Menedék – Colbie Caillat és Gavin DeGraw a We Both Know dalért - A nagy Gatsby – Lana Del Rey és Rick Nowels a Young and Beautiful dalért - Narancs az új fekete – Regina Spektor a You’ve Got Time dalért | [ 27 ] |
| 2015 | Kristen Anderson-Lopez és Robert Lopez                      | Jégvarázs                        | Let It Go                         | - A Lego-kaland – The Lonely Island, Jo Li és Shawn Patterson az Everything Is Awesome dalért - A hobbit: Smaug pusztasága – Ed Sheeran az I See Fire dalért - Glen Campbell: I’ll Be Me – Glen Campbell és Julian Raymond az I’m Not Gonna Miss You dalért - A nő – Spike Jonze és Karen O a The Moon Song dalért | [ 28 ] |
| 2016 | Common, Che Smith és John Legend                            | Selma                            | Glory                             | - A szürke ötven árnyalata – Belly, Deheala, Stephan Moccio és The Weeknd az Earned It dalért - A szürke ötven árnyalata – Ilya, Savan Kotecha, Max Martin, Tove Lo és Ali Payami a Love Me like You Do dalért - Halálos iramban 7 – Andrew Cedar, DJ Frank E, Wiz Khalifa és Charlie Puth a See You Again dalért - The Hunting Ground – Lady Gaga és Diane Warren a Til It Happens to You dalért | [ 29 ] |
| 2017 | Max Martin, Shellback és Justin Timberlake                  | Trollok                          | Can’t Stop the Feeling!           | - Suicide Squad – Öngyilkos osztag – Tyler Joseph a Heathens dalért - Alice Tükörországban – Oscar Holter, Max Martin, P!nk és Shellback a Just Like Fire dalért - Suicide Squad – Öngyilkos osztag – Shamann Cooke, Sonny Moore és William Roberts a Purple Lamborghini dalért - Zootropolis – Állati nagy balhé – Sia Furler és Stargate a Try Everything dalért - Snowden – Peter Gabriel a The Veil dalért | [ 30 ] |
| 2018 | Lin-Manuel Miranda                                          | Vaiana                           | How Far I’ll Go                   | - Kaliforniai álom – Justin Hurwitz, Pasek és Paul a City of Stars dalért - A sötét ötven árnyalata – Jack Antonoff, Sam Dew és Taylor Swift az I Don’t Wanna Live Forever dalért - Oroszlán – Greg Kurstin és Sia a Never Give Up dalért - Marshall – Common & Diane Warren a Stand Up for Something dalért | [ 31 ] |
| 2019 | Lady Gaga, Mark Ronson, Anthony Rossomando és Andrew Wyatt  | Csillag születik                 | Shallow                           | - Fekete Párduc – Kendrick Duckworth, Solána Rowe, Alexander William Shuckburgh, Mark Anthony Spears és Anthony Tiffith az All the Stars dalért - Szólíts a neveden – Sufjan Stevens a Mystery of Love dalért - Coco – Kristen Anderson-Lopez és Robert Lopez a Remember Me dalért - A legnagyobb showman – Pasek & Paul a This Is Me dalért | [ 32 ] |
| 2020 | Lady Gaga, Natalie Hemby, Hillary Lindsey és Aaron Raitiere | Csillag születik                 | I’ll Never Love Again             | - Dumplin’ – Így kerek az élet – Dolly Parton és Linda Perry a Girl in the Movies dalért - Sóhajok – Thom Yorke a Suspirium dalért - Az oroszlánkirály – Beyoncé, Labrinth és Ilya Salmanzadeh a Spirit dalért - Toy Story 4 – Randy Newman a The Ballad of the Lonesome Cowboy dalért | [ 33 ] |
| 2021 | Billie Eilish O’Connell és Finneas O’Connell                | 007 Nincs idő meghalni           | No Time to Die                    | - Macskák – Andrew Lloyd Webber és Taylor Swift a Beautiful Ghosts dalért - Előre – Brandi Carlile, Phil és Tim Hanseroth a Carried Me With You dalért - Jégvarázs 2 – Kristen Anderson-Lopez és Robert Lopez az Into the Unknown dalért - Harriet – Joshuah Brian Campbell és Cynthia Erivo a Stand Up dalért |        |
| 2022 | Bo Burnham                                                  | Bo Burnham: Benn                 | All Eyes On Me                    | - WandaVízió (7. rész) – Kristen Anderson-Lopez és Robert Lopez az Agatha All Along dalért, előadta: Kristen Anderson-Lopez és Robert Lopez, Kathryn Hahn, Eric Bradley, Greg Whipple, Jasper Randall és Gerald White közreműködésével - P!NK: All I Know So Far – Alecia Moore, Benj Pasek és Justin Paul az All I Know So Far dalért, előadta: P!nk - Judas and the Black Messiah – Dernst Emile II, H.E.R. és Tiara Thomas a Fight For You dalért, előadta: H.E.R. - Respect – Jamie Hartman, Jennifer Hudson és Carole King a Here I Am (Singing My Way Home) dalért, előadta: Jennifer Hudson - One Night In Miami... – Sam Ashworth és Leslie Odom Jr. a Speak Now dalért, előadta: Leslie Odom Jr. | [ 34 ] |
| 2023 | Lin-Manuel Miranda, az Encanto szereposztása                | Encanto                          | We Don’t Talk About Bruno         | - Be Alive (Richard király) –Beyoncé és Darius Scott Dixson, dalszerzők (Beyoncé) - Carolina (Ahol a folyami rákok énekelnek) – Taylor Swift, dalszerző (Swift) - Hold My Hand (Top Gun: Maverick) – BloodPop és Stefani Germanotta, dalszerzők (Lady Gaga) - Keep Rising (The Woman King – A harcos) – Angélique Kidjo, Jeremy Lutito és Jessy Wilson, dalszerzők (Jessy Wilson, Angelique Kidjo közreműködésével) - Nobody Like U (Pirula Panda) – Billie Eilish és Finneas O’Connell, dalszerzők (4*Town, Jordan Fisher, Finneas O’Connell, Josh Levi, Topher Ngo, Grayson Villanueva) | [ 35 ] |
| 2024 | Billie Eilish O’Connell és Finneas O’Connell                | Barbie                           | What Was I Made For?              | - Lift Me Up (Fekete Párduc 2.) – Rihanna |        |
| 2025 | Jon Batiste                                                 | Amerikai szimfónia               | It Never Went Away                | - Love Will Survive (Az auschwitzi tetováló) – Barbra Streisand |        |